# Олтец (річка)
Олтец( рум. Olteț) — річка в Румунії, у повітах Горж, Вилча, Олт. Права притока Олт (басейн Чорного моря).

## Опис
Довжина річки 186 км, найкоротша відстань між витоком і гирлом — 134,60 км, коефіцієнт звивистості річки — 1,39 , середньорічні витрати води у гирлі — 10 м³/с. Площа басейну водозбору 2474 км².

## Розташування
Бере початок біля полонини Олтец на південно-західній стороні від села Чунджету повіту Вилча. Тече переважно на південний схід і на північно-західній околиці села Меренцей впадає у річку Олт, ліву притоку Дунаю.
Притоки: Шаса (рум. Șasa), Черна (рум. Cerna) (ліві).
Основні населені пункти вздовж берегової смуги від витоку до гирла: Чуперченій-де-Олтец, Сирбешть, Алімпешть, Ністорешть, Бодешть, Ігою, Алуну, Колцешть, Окраку, Чукець, Урзіка, Діаконешть, Стрекінешть, Гредіштя, Переушань, Фаурешть, Кирлогань, Горунешть, Говора, Балш, Бобу, Фелкою.

## Цікаві факти
- У місті Балш на лівому березі річки розташований меморіальний дім Михайла Друмеш (рум. Memorial House Mihail Drumeş)[1] — румунського письменника.